# Setcasas
Setcasas o Sietecasas (oficialmente y en catalán, Setcases) es un municipio español de la provincia de Gerona situado en la comarca del Ripollés, Cataluña. Se encuentra al norte del valle de Camprodon, en la cabecera del río Ter. En su término municipal se sitúa la estación de esquí de Vallter 2000.

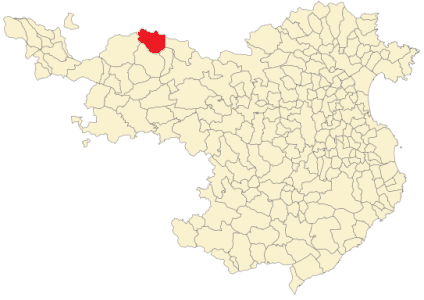
Situación de Setcasas en la provincia de Gerona.

## Símbolos

### Escudo
El escudo de Setcasas se define por el siguiente blasón:
«Escudo losanjado: de sinople, 7 casas de argén puestas 2.3.2. Por timbre una corona mural de pueblo.»
Fue aprobado el 20 de septiembre de 1993 y publicado en el DOGC el 4 de octubre del mismo año. Las siete casas son una señal parlante referido al nombre del pueblo (Set en Catalá significa siete y cases significa casas).

### Bandera
La bandera oficial de Setcasas tiene la siguiente definición:
«Bandera apaisada de proporciones dos de alto por tres de largo, verde, con siete palos blancos cada uno de un grosor 1/15 de la longitud del paño.»
Fue publicada en el DOGC el 23 de diciembre de 1994.

## Demografía
Setcasas cuenta con una población de 191 habitantes (INE 2024).
| Gráfica de evolución demográfica de Setcasas entre 1842 y 2021 |
| |
| Población de derecho según los censos de población del INE Población de hecho según los censos de población del INEEn estos censos se denominaba Setcasas: 1842, 1857, 1860, 1877, 1887, 1897, 1900, 1910, 1920, 1930, 1940, 1950, 1960, 1970 y 1981 |